# پاکوه (گچساران)
پاکوه (گچساران)، روستایی از توابع بخش مرکزی شهرستان گچساران در استان کهگیلویه و بویراحمد ایران است. این روستا در ۲۸ کیلومتری شهر گچساران واقع شده است. مراتع این روستا به بخشی از رودخانه زهره منتهی میشود.

## جمعیت
این روستا در دهستان امامزاده جعفر قرار دارد و براساس سرشماری مرکز آمار ایران در سال ۱۳۸۵، جمعیت آن ۱۷۶ نفر (۳۶خانوار) بوده‌است. زبان مردم این روستا لری است.

## محصولات کشاورزی
مردم این روستا علاوه بر دامپروری و کشاورزی ،‌در سطح وسیعی از مراتع و زمین های روستا به کشت لیمو میپردازند به طوری که این روستا را میتوان یکی از قطب های لیمو جنوب کشور دانست